# Ferjani Louati
Ferjani Louati (* 28. April 1937) ist ein ehemaliger tunesischer Radrennfahrer und nationaler Meister im Radsport.

## Sportliche Laufbahn
1968 gewann er die nationale Meisterschaft im Straßenrennen vor Hammadi Dridi. Den nationalen Titel konnte er auch 1970, 1971, 1974 und 1977gewinnen. Dreimal wurde er Vize-Meister. 1973 gewann er die Bronzemedaille im Meisterschaftsrennen.
1962 startete er in der Internationalen Friedensfahrt, er belegte den 73. Rang im Endklassement.